# Raymond Wentworth
Raymond Wentworth (* 1933 in Worchester/Massachusetts) ist ein US-amerikanischer Sänger und Komponist.
Wentworth trat 1943 als Knabensopran in den Choir of Men and Boys der All Saints Episcopal Church von Worchester unter Leitung von William Self ein. Er nahm dann Gesangsunterricht bei Emma Reed Mitchell und war danach mit kurzen Unterbrechungen bis zum Jahr 2000 Mitglied verschiedener Chöre der USA, zuletzt 22 Jahre lang des Chores der St. Peter's Episcopal Church in Chicago. Er sang dabei als Bassist, bei Bedarf aber auch als Tenor und zeitweise auch als Altist. Erst nach dem Ende seiner Laufbahn als Chorsänger wandte er sich der Komposition zu. Seine Chorwerke wurden bei Alliance Publications Inc. veröffentlicht.

## Werke
- Christmas Sounds für vierstimmigen gemischten Chor und Orgel
- In the Grey Light of Dawn für zwei Gesangsstimmen und Klavier
- Music für zwei Gesangsstimmen und Klavier
- Our Jesus Is Here für vierstimmigen gemischten Chor und Orgel
- Proclaim with Me the Greatness of the Lord für vierstimmigen gemischten Chor und Orgel
- Singing in Tune to the Glory of God für zwei Gesangsstimmen und Klavier
- The Foxes Have Holes für Unisonochor oder Solostimme, Klavier und Begleitinstrument ad lib.
- The Praises of God für hohe und Männerstimmen und Klavier
- There's a Wideness in God's Mercy für hohe und Männerstimmen und Klavier

## Quelle
- Alliance Publications - W - Wentworth, Raymond

| Personendaten    | Personendaten                          |
| ---------------- | -------------------------------------- |
| NAME             | Wentworth, Raymond                     |
| KURZBESCHREIBUNG | US-amerikanischer Sänger und Komponist |
| GEBURTSDATUM     | 1933                                   |
| GEBURTSORT       | Worcester (Massachusetts)              |